# Gunung Agung (Merapi Barat)
Gunung Agung is een bestuurslaag in het regentschap Lahat van de provincie Zuid-Sumatra, Indonesië. Gunung Agung telt 1360 inwoners (volkstelling 2010).